# 中南新村
中南新村是上海市的一座歷史建築，位於淮海中路1670弄。這批建築修建於1941年，當時由中南銀行投資修建，因此得名。修建當時由13棟建築構成，現存11棟。中南新村被列入上海市第二批優秀歷史建築名單。